# Énekes gezerigó
Az énekes gezerigó más néven amerikai gezerigó (Mimus polyglottos) a madarak (Aves) osztályának verébalakúak (Passeriformes) rendjébe, ezen belül a gezerigófélék (Mimidae) családjába tartozó faj.

## Rendszerezése
A fajt Carl von Linné svéd természettudós írta le 1758-ban, a Turdus nembe Turdus polyglottos néven.

## Alfajai
- Mimus polyglottos orpheus (Linnaeus, 1758)
- Mimus polyglottos polyglottos (Linnaeus, 1758)[3]

## Származása, elterjedése
Az Amerikai Egyesült Államokban él. Dél felé Mexikóig terjed az állomány, de megtalálható a Karib-tenger szigetein is. Hawaii-n és a Bermuda-szigeteken is meghonosították.
Természetes élőhelyei a mérsékelt övi erdők és cserjések, a szubtrópusi vagy trópusi lombhullató erdők és cserjések, valamint vidéki kertek és másodlagos erdők. Állandó, nem vonuló faj.

## Megjelenése
Testhossza 28 centiméter, testtömege 36–56 gramm, farokhossza 12–14 centiméter. A hím és a tojó hátoldala egyaránt sötétszürke, hasoldaluk pedig világosszürke.
|  |

## Életmódja
Rovarokat és gyümölcsöket eszik. Költési szezonon kívül magányosan él. Nagyon jó hangutánzó, más madarak nótáját, különféle zajokat, sőt emberi hangokat is szívesen utánoz.

## Szaporodása
A költési időszak a nyár elejétől végéig tart, ezalatt akár kétszer-háromszor is költhet. Fészkét ágakból rakja körülbelül egy méterrel a föld felett. Egy fészekalj 3–6 kékeszöld, barnán pettyezett tojás, ezeken 9–12 napig kotlik a tojó — a hím csak annyi időre váltja, amíg a tojó táplálkozni megy. A fiatal madarak 14 napos korukban repülnek ki.
|  |  |

## Természetvédelmi helyzete
Az elterjedési területe rendkívül nagy, egyedszáma pedig stabil. A Természetvédelmi Világszövetség Vörös listáján nem fenyegetett fajként szerepel.